# Juan d'Espinar
Juan d'Espinar (falecido em 1601) foi um bispo católico romano que serviu como prelado de Santa Lucia del Mela (1590–1601).

## Biografia
Nascido na Espanha, em 1590, Juan d'Espinar foi nomeado pelo Papa Sisto V como Bispo da Prelazia Territorial de Santa Lucia del Mela. Serviu como Prelado de Santa Lucia del Mela até à sua morte em 1601.